# 4-硝基苯甲酸
4-硝基苯甲酸，又稱對硝基苯甲酸，是一種化學式為{\displaystyle {\ce {C6H4(NO2)CO2H}}}的有機化合物。它屬於羧酸，是苯甲酸的對位(4-位)被硝基取代而成的化合物。它是硝基苯甲酸的一種，是鄰硝基苯甲酸和間硝基苯甲酸的同分異構體。

## 性質
對硝基苯甲酸是一種淡黃色而無味的結晶。
由於它帶羧基，因此呈酸性。而它比苯甲酸酸性更强的原因是苯環上有硝基，而硝基是吸電子基團，可以透過共軛效應讓對硝基苯甲酸的羧基酸性更强。

## 合成
4-硝基苯甲酸可以由對硝基甲苯用重鉻酸鉀等氧化劑製備而成。

## 反應
4-硝基苯甲酸為一羧酸，所以可以與氫氧化鈉等鹼產生反應，生成4-硝基苯甲酸鹽。同時，作爲羧酸的它在硫酸催化劑的存在下可以跟醇發生酯化反應 ，對硝基苯甲酸與異丙醇的反應式如下：
4-硝基苯甲酸可以跟三氯化磷發生反應，產生酰氯：
同時，4-硝基苯甲酸的硝基亦可以用鐵粉、鹽酸還原，或者用催化加氫法還原，生成對氨基苯甲酸。而對氨基苯甲酸是重要的化工材料，可以用來合成不同的化學品。

## 用途

### 有機合成
4-硝基苯甲酸是一個重要的中間體，可以用來合成普鲁卡因(麻醉劑)、苯佐卡因、對氨甲基苯甲酸、葉酸等藥品。亦可用來合成染料中間體、濾光劑。

### 其他
對硝基苯甲酸可用在感光材料的生產和電容器的電糊液。
同時，4-硝基苯甲酸的標準溶液可測定生物鹼。